# This Strange Place
This Strange Place è il quinto album della band celtic rock scozzese Wolfstone.

## Tracce
1. "Harlequin" - 3:57
  - The Harlequin
  - Pipe Major Stevie Saint
2. "This Girl" - 4:23
3. "Let Them Sing" - 3:18
4. "Banks of the Ness" - 4:14
5. "This Strange Place" - 4:02
6. "Stevie's Set" - 3:54
  - The Wild Monkey Dance
  - Black Eyed Jam
7. "Till I Sleep" - 4:22
8. "The Arab Set" - 3:49
  - An Arab in the Court of Kintail
  - The Redwood Reel
9. "Reluctant Journey" - 4:40
10. "Kazakhstan" - 5:15
  - A Thief in the Night
  - The Hills of Kazakhstan